# 6815 Mutchler
6815 Mutchler este un asteroid din centura principală, descoperit pe 25 iunie 1979, de Eleanor Helin și Schelte Bus.